# Linda Wallem
Linda Wallem est une actrice, scénariste et productrice américaine, née le 29 mai 1961 à Madison (Wisconsin).

## Biographie
Linda Wallem est mariée à Melissa Etheridge.

## Filmographie

### Actrice
- 1990 : Alice : Penny
- 1991 : The Carol Burnett Show (série télé) : personnages de sketch
- 1993 : Nuits blanches à Seattle (Sleepless in Seattle) : Loretta
- 1993 : Rocko's Modern Life (série télé) : Dr. Paula Hutchison / Virginia Wolfe / Tammy the Pig / Additional Voices (voix)
- 1994 : She TV (série télé) : personnages de sketch
- 1994 : Rendez-vous avec le destin (Love Affair) : Lorraine
- 1998 : Sour Grapes : TV Producer

### Scénariste
- 2004 : The Stones (en) (série télé)
- 1999 : Days Like These (série télé)
- 2009 : Nurse Jackie (série télé)

### Productrice
- 1998 : That '70s Show (That '70s Show) (série télé)
- 2002 : That '80s Show (That '80s Show) (série télé)
- 2003 : Titletown (téléfilm)
- 2009 : Nurse Jackie (série télé)